# Cris Alexander
Cris Alexander (nascido Alan Smith, 14 de janeiro de 1920 - 7 de março de 2012) foi um ator, cantor, dançarino, designer e fotógrafo norte-americano.

## Carreira
Como uma ator, ele co-estrelou como Chip no elenco  original da  Broadway no musical  On the Town. Aparições subsequentes na Broadway incluem Present Laughter, Wonderful Town e Auntie Mame. Alexander também apareceu na versão cinematográfica de Auntie Mame, como o supervisor de loja de departamentos da atriz Rosalind Russell.
Antes de se aposentar, Alexander foi um fotógrafo bem sucedido, conhecido por seus retratos de celebridades. Por muitos anos ele foi o fotógrafo oficial do New York City Ballet.
Alexandre contribuiu com centenas de fotografias originais e alteradas para dois dos melhores livros de Patrick Dennis. Little Me, uma paródia biográfica que documenta a vida de pior atriz do mundo, Belle Poitrine, possui mais de 150 fotografias de Alexandre. Alexander também escreveu o prefácio do romance. First Lady: My Thirty Days at the White House conta sobre Marta Dinwiddie Butterfield (Peggy Cass), esposa de um barão ladrão que literalmente roubou a presidência na virada do século. Usando amigos, modelos profissionais e atores, as fotografias de Alexandre foram essenciais para o sucesso de novelas. Durante vários anos atuou como fotógrafo-chefe da revista de entrevistas de Andy Warhol. Residiu por muitos anos em Saratoga Springs, Nova York, e foi parceiro do dançarino Shaun O'Brien . Na década de 1940, Alexander envolveu-se com o bailarino e coreógrafo John Butler.

## Filmografia
- The Littlest Angel (1969) - Raphael
- Auntie Mame (1958) - Mr. Loomis
- Wonderful Town (1958) TV - Frank Lippencott